# فراز و نشیب‌های آنان
فراز و نشیب‌های آنان (انگلیسی: Their Ups and Downs) یک فیلم کوتاه کمدی به کارگردانی و بازیگری راسکو آرباکل است که در سال ۱۹۱۴ منتشر شد.